# Vườn quốc gia Danube-Drava

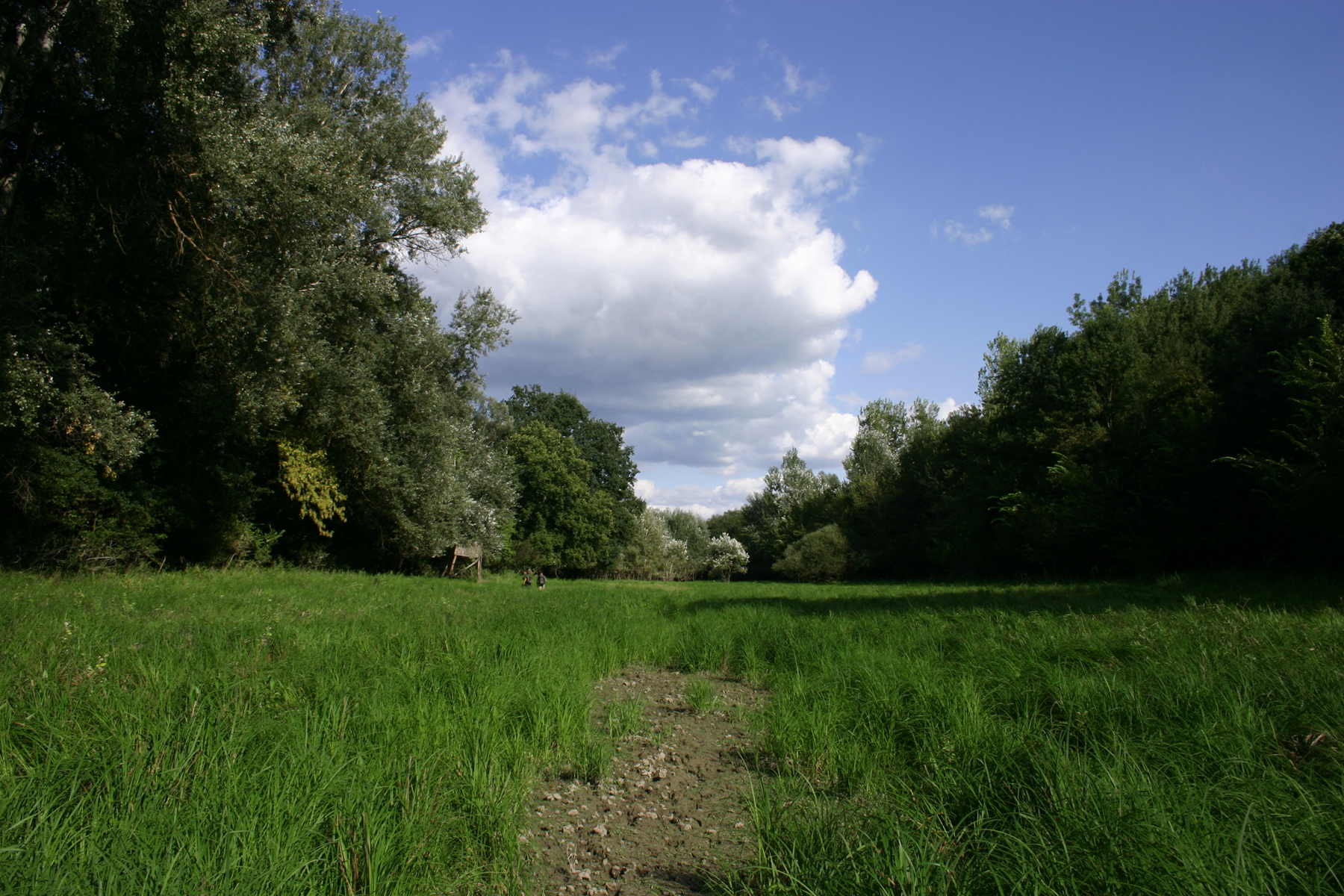
Cảnh quan khu vực rừng Gemenc

Vườn quốc gia Danube-Drava được thành lập vào năm 1996 và nằm ở phía tây Hungary. Diện tích hiện nay của vườn quốc gia này là 490 km² và phần lớn vườn quốc gia này nằm giữa vùng đầm lầy ngập nước của sông Danube và sông Drava, trong đó có 190 km² thuộc sự bảo vệ của Công ước Ramsar. Hai con sông Danube và Drava đã tạo nên một khu vực đa dạng sinh học cực kỳ đặc biệt mà không nơi đâu có được. Nơi đây có sự sinh sống của loài Hạc đen và Đại bàng đuôi trắng, là hai loài chim đặc biệt ở Châu Âu. Vườn quốc gia Danube-Drava là nơi sinh sống của 7 loài không xương sống bản địa của Hungary. Dọc sông Drava, có tới 400 loài thực vật và động vật được bảo vệ, trong đó, loài Táo gai đen và loài Drava Caddis Fly là hai loài thực và động vật đặc hữu của vườn quốc gia.

## Khu vực sông Danube

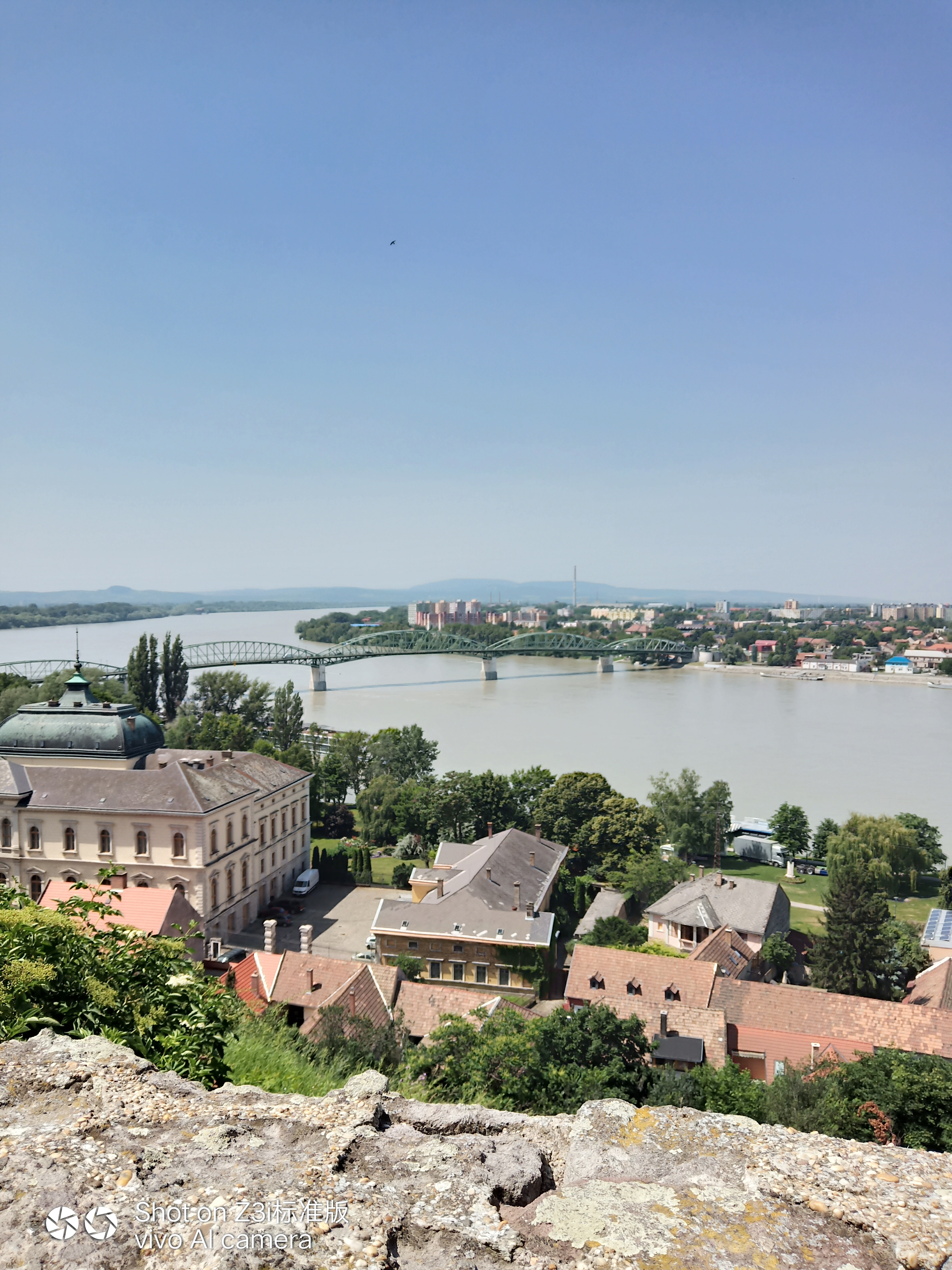
Một phần sông Danube chảy qua lãnh thổ Hungary

Sông Danube chạy qua địa phận của khá nhiều nước châu Âu, trong đó bao gồm Áo, Slovakia, Croatia, Serbia, Romania, Bulgaria, Moldova và Ukraina.
Trong khu vực vườn quốc gia Danube-Drava, nước sông chảy chậm hơn nhiều, ngoài ra còn uốn khúc, vì thế ở đây dòng sông tạo nên nhiều hồ, vùng trũng và các vùng đầm lầy. Trước đây vào thế kỷ 18, có khá nhiều dân cư sống quanh khu vực này và họ xây dựng các kè chống lũ, đào sâu lòng sông để giảm tốc độ dòng chảy với mục đích là chống lũ lụt. Tuy nhiên tới thế kỷ 20 thì những dân cư nơi đây không còn tìm cách chống lũ nữa mà ngược lại còn cố đưa nước sông lấn dần vào trong. Họ bắt đầu các hoạt động chăn nuôi và canh tác khác nhau. Ngoài việc phát triển thêm các hoạt động đánh cá, chăn nuôi ngựa, chăn nuôi bò Murray grey là một trong các hoạt động nông nghiệp điển hình ở vùng ngập này.

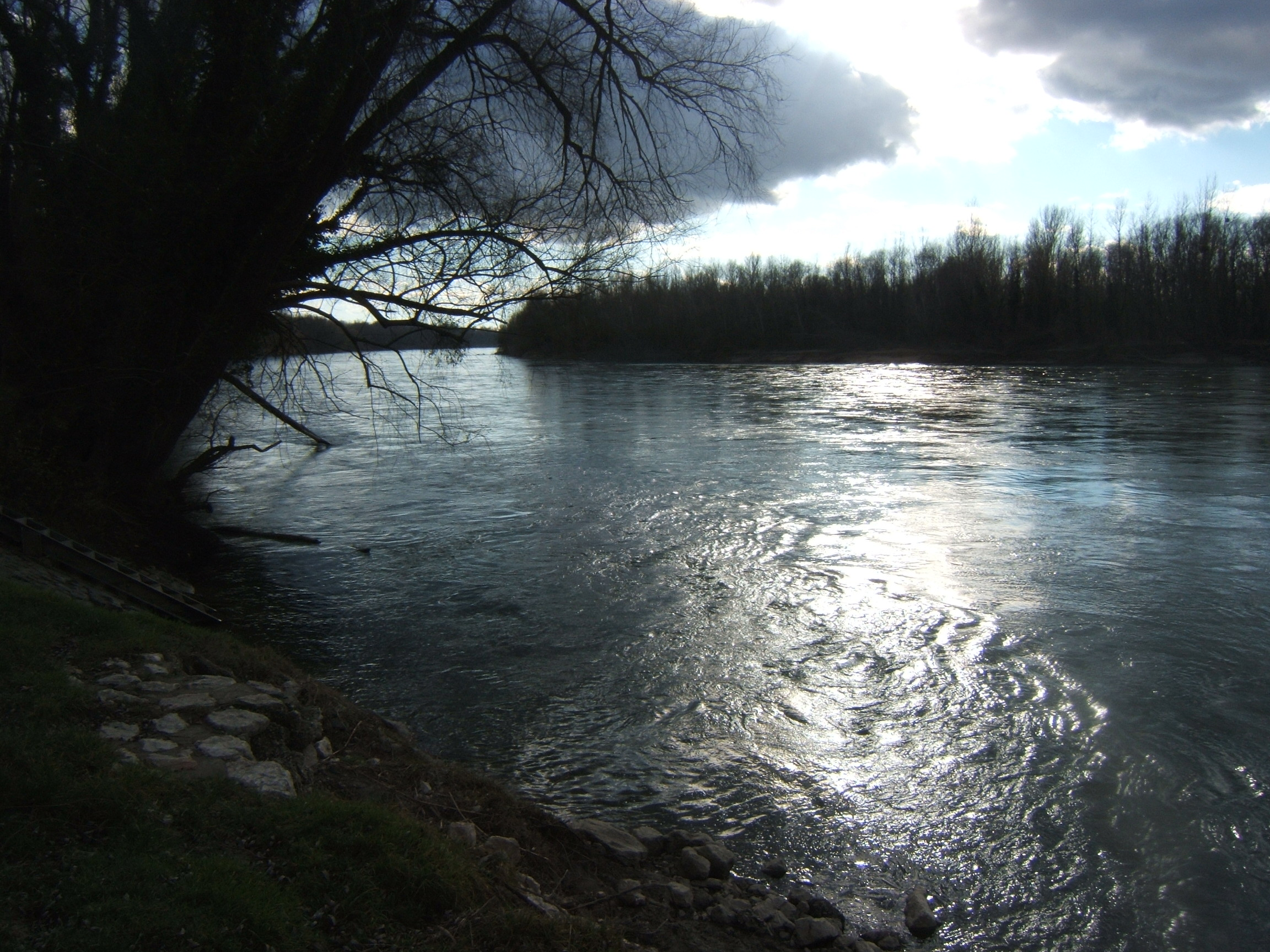
Sông Drava ở thị trấn Őrtilos, Hungary

Theo nghiên cứu gần đây nhất, khu vực sông Danube có khoảng 51 loài cá khác nhau, ngoài ra còn có 2 loài chim là hạc đen và chim ó cá có thể thường xuyên bắt gặp. Bảo vệ loài hạc đen và chim ó cá là nhiệm vụ tối quan trọng của vườn quốc gia này bởi vì quần thể hạc đen trong đây là quần thể lớn nhất ghi nhận được tại châu Âu, và chim ó cá hiện là loài chim cực kỳ hiếm trong châu lục này.

## Khu vực sông Drava
Sông Drava bắt nguồn từ dãy núi Tyrolean Alps, chảy đến lãnh thổ của Hungary tại Őrtilos. Dòng sông này chảy siết và có rất nhiều phù sa, đem đến nhiều chất dinh dưỡng cho vùng trũng trong vườn quốc gia Danube-Drava.
Gần 4,500 loài động vật sống trong các môi trường đa dạng xung quanh khu vực sông Drava ở đây. Dòng sông này đóng vai trò quan trọng trong hoạt động di cư và trú đông của các loài chim nước.